# Quelqu'un m'a dit
Quelqu'un m'a dit (em português:  Alguém me disse) é o álbum de estreia da modelo, cantora e compositora franco-italiana Carla Bruni, lançado em 2003 pelo selo independente francês Naïve Records.
A segunda faixa, “Raphaël”, é uma homenagem ao então namorado de Bruni, o professor Raphaël Enthoven,  com quem ela teve um filho, Aurélien Enthoven, em 2001.

## Faixas
| N.º | Título                     | Duração |  |
| 1.  | "Quelqu'un m'a dit"        | 2:45    |  |
| 2.  | "Raphaël"                  | 2:23    |  |
| 3.  | "Tout le monde"            | 3:17    |  |
| 4.  | "La noyée"                 | 3:58    |  |
| 5.  | "Le toi du moi"            | 3:18    |  |
| 6.  | "Le ciel dans une chambre" | 4:48    |  |
| 7.  | "J'en connais"             | 2:34    |  |
| 8.  | "Le plus beau du quartier" | 3:27    |  |
| 9.  | "Chanson triste"           | 3:28    |  |
| 10. | "L'excessive"              | 3:03    |  |
| 11. | "L'amour"                  | 3:03    |  |
| 12. | "La dernière minute"       | 1:00    |  |